# Сан Ђорђо (Асколи Пичено)
Сан Ђорђо (итал. San Giorgio) насеље је у Италији у округу Асколи Пичено, региону Марке.
Према процени из 2011. у насељу је живело 20 становника. Насеље се налази на надморској висини од 198 м.